# 総社市

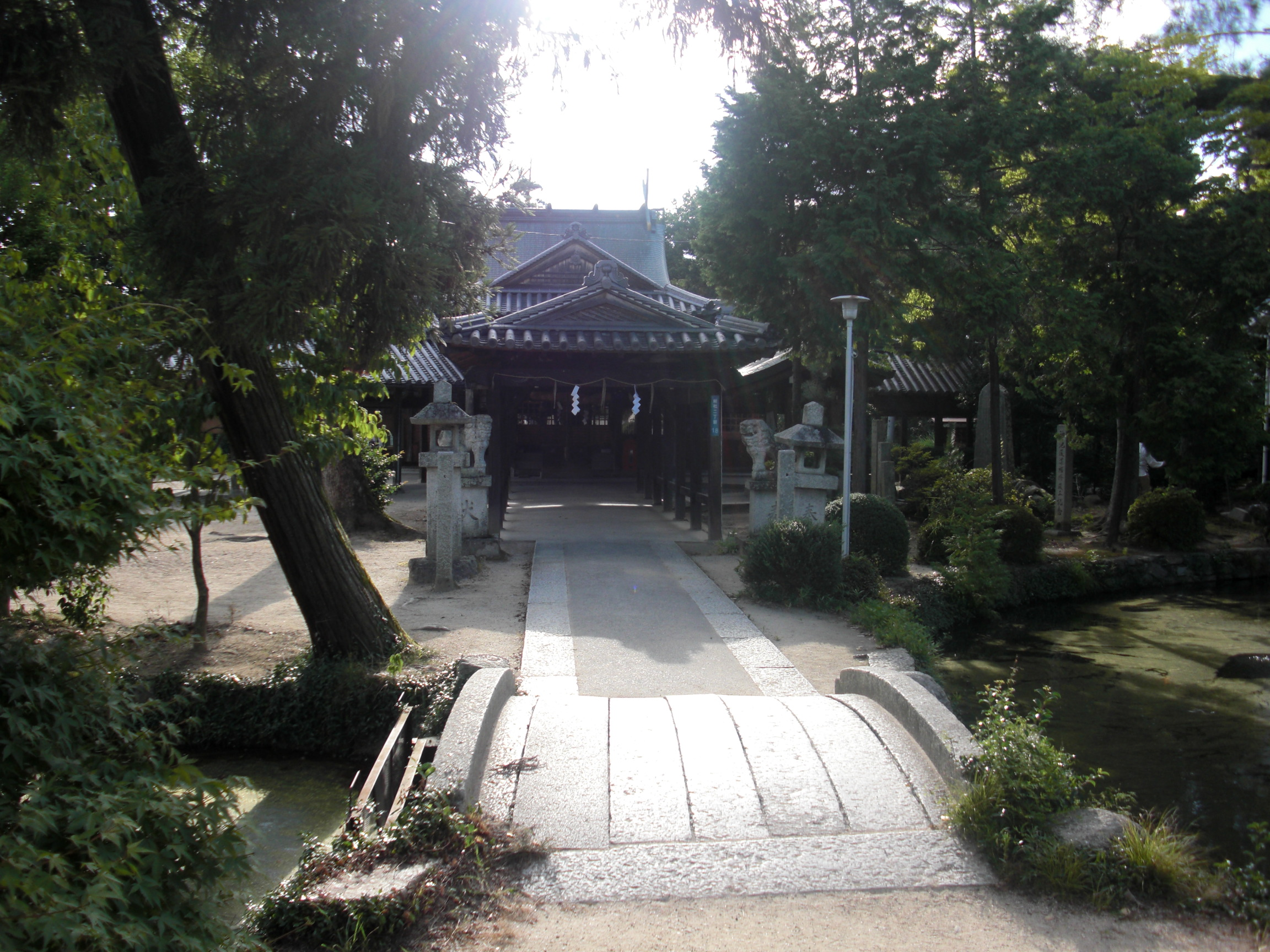
市名の由来になった總社(現在の名前:総社宮)

総社市（そうじゃし）は、岡山県の中南部にある市。市域は古代吉備の国の中心地として栄えた地域である。

## 概要
かつての吉備国の中心地域で、吉備分国後は備中国の国府が置かれ、国府が廃れた後も備中国総社宮が今に残る。総社市総社地区は備中国総社宮の鳥居前町・街道の宿場町・浅尾藩の陣屋町として栄え、総社宮を中心に町が構成されていたので通称「総社」と呼ばれていた（この頃の正式な地区名は「八部（やたべ）」）。これが今日の総社という町の名の起源。
桃太郎伝説のモデルとされる吉備津彦命と鬼神・温羅の伝説が古来より残り、温羅の居城でもある「鬼ノ城」跡がある。また、画聖・雪舟の生誕の地でも知られ、備中国分寺や大小多数の古墳など遺跡・史跡が非常に多い。
現在の総社市は2005年に初代・総社市、都窪郡山手村、清音村の1市2村が合併したことに伴い、新設された2代目の市である。また総社市と倉敷市真備町（旧・吉備郡真備町）で総社圏を構成しており、ごみ処理は同圏域において行っている。
かつて、同じ吉備郡だった岡山市北区足守・高松、加賀郡吉備中央町大和（旧上房郡賀陽町南部）とも繋がりは強い。人口が増加傾向にあり、7万人近くにまで増えている。岡山市のベッドタウンとして発展している。

## 地理

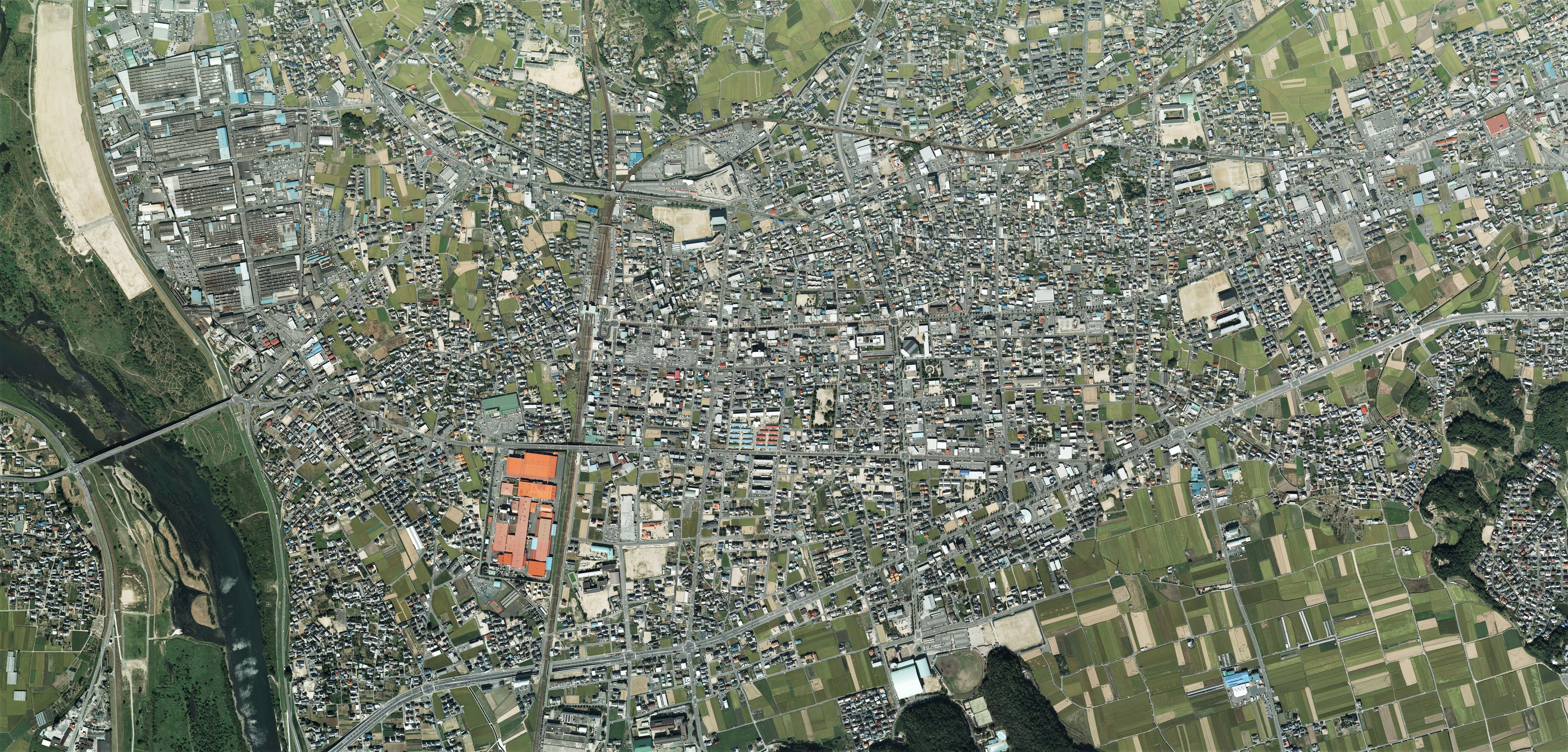
総社市中心部周辺の空中写真。
2007年10月10日撮影の8枚を合成作成。。

市域を北西から南に高梁川が貫流している。北部・西部は吉備高原の南部に位置し、南部もまた丘陵地帯を形成している。市街地となっている中央部は元来、高梁川の氾濫原で小盆地を形成している。
- 主な河川：高梁川、新本川、槇谷川（豪渓）、前川、血吸川、砂川、影谷川、迫谷川、山田川、日羽谷川
- 主な山：鬼城山（397m）、福山（302m）、軽部山（245m）、秋葉山（283m）、正木山（387m）、鍵山（387m）、経山（323m）、犬墓山（444m）、高山/春山（385m）、鬼身山（?m）、木村山（201m）、伊予部山（107m）、天柱山（330m）、登竜山（467m）、実僧坊山（470m）、高滝山（506m）

## 歴史

### 歴史
- 古代 - ヤマト王権に匹敵しうる勢力として古代王国・吉備国が岡山県、広島県東半分、香川県島嶼部、兵庫県西部（讃岐などの四国も支配下にあったという説もある）をその版図としていたが、その中心地が総社にあったとされている。市内には代表的な古墳として全国10位の規模を誇る作山古墳がある。最近では、ヤマト王権は吉備から発祥したものという説もある[要出典]。
  - 国郡里制のもとでは、総社市域は賀陽郡（「かや」、賀夜など様々な表記あり）・下道郡（「しもつみち」）・窪屋郡（「くぼや」）という郡に属していた。この郡は明治中期まで続くこととなる。
  - 白村江の戦い（663年）に敗れた大和朝廷軍は、新羅・唐連合軍の侵攻を防ぐために各所に城を築き、その一つに市内の山に鬼ノ城を築いたという説在り（ただし鬼の城は白村江以前に作られた等、多数の説があり、その実態はいまだ解明されていない）。
- 奈良時代 - 備中国の国府が置かれた。総社市金井戸辺りにあったと言われている。
- 平安時代 - 末期、高梁川に湛井堰（たたいぜき）が作られたと伝わる[3][4][5]。（#湛井十二箇郷組合参照）
- 室町時代 - 水墨画の巨匠で僧侶の雪舟が出た。
  - 総社宮周辺は門前町として、さらには宿場町として栄える。
- 江戸時代 - 備中松山藩領、旗本・蒔田（まいた）氏が文久3年（1863年）大名となり誕生した浅尾藩、岡田藩、足守藩、岡山藩支藩である生坂藩（岡山新田藩）、三須知行所、宝福寺領などが混在し、かなり複雑な統治であった。
  - 総社村を中心に清音村・山手村などの地域は、日本五大売薬に挙げられる「備中売薬」という置き薬の地として栄えた[6]。

### 沿革

#### 総社市（初代）
- 明治初期 - 総社市の前身となる賀陽郡総社村が、賀陽郡八部村（「やたべ」）・刑部村（「おしかべ」）、小寺村の一部が合併して誕生。
- 1889年（明治22年）6月1日 - 賀陽郡総社村と賀陽郡井手村が合併。賀陽郡総社村となる。
- 1896年（明治29年）2月26日 - 賀陽郡総社村は町制移行し、賀陽郡総社町となる。
- 1900年（明治33年）4月1日 - 郡の再編が行われる。賀陽郡と下道郡が合併し吉備郡に。窪屋郡と都宇郡が合併し都窪郡（「つくぼ」）となる。　総社市の前身・賀陽郡総社町は吉備郡総社町となる。
- 1908年（明治41年）2月11日 - 吉備郡総社町は吉備郡浅尾村と合併。
- 1951年（昭和26年）4月1日 - 吉備郡総社町は吉備郡服部村・神在村と合併。
- 1954年（昭和29年）
  - 3月1日 - 吉備郡総社町、秦村、都窪郡三須村が合併。
  - 3月31日 - 吉備郡総社町、新本村、山田村、久代村、池田村、阿曽村、都窪郡常盤村の1町6村が合併し総社市となる。
- 1956年（昭和31年） - 財政再建団体の適用を受ける（1965年に脱却）[7]。
- 1972年（昭和47年）4月22日 - 総社市に吉備郡昭和町を編入。
- 1993年（平成5年） - 岡山県立大学が開学。
- 1997年（平成9年） - 岡山自動車道が完成。

旧清音村の歴史は清音村#沿革、旧山手村の歴史は山手村#沿革をそれぞれ参照。

#### 総社市（2代）

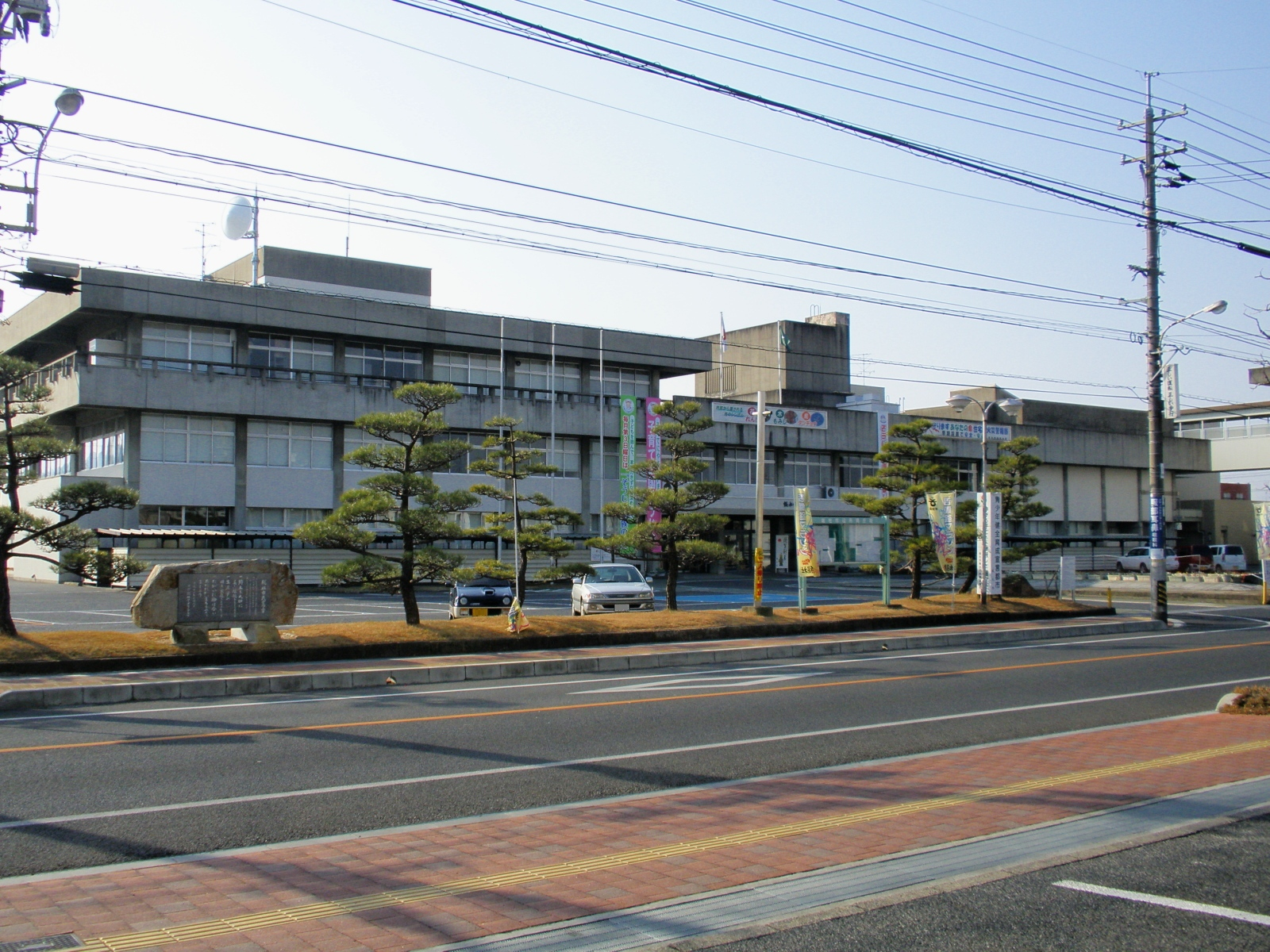
旧総社市役所（2010年）

- 2005年（平成17年）3月22日 - 総社市（初代）・都窪郡山手村・清音村の3市村が合併（新設合併）し、新たに総社市となる。市章は初代総社市のものを継承。
- 2007年（平成19年）
  - 9月3日 - 市長の竹内洋二が、公共工事入札介入疑惑を受け辞職。
  - 10月14日 - 片岡聡一が新たな市長となる。
- 2009年（平成21年）3月2日 - 三菱自動車工業製自動車新車助成金の受付を開始。
- 2013年（平成25年）10月27日 - 雪舟ゆかりの中国地方6市（総社、井原、三原、山口、防府、益田）が、災害時の相互支援に向けた連携に合意[8]。
- 2015年（平成27年）3月22日 - 新設合併10周年を記念して「総社市の歌」を制定[9]。
- 2018年（平成30年） - 西日本豪雨により大きな被害が出る[10]。
- 2025（令和7年）4月21日 - 総社市庁舎新庁舎供用開始[11]。

## 市政・行政機関

### 市役所・出張所
- 総社市役所：総社市中央一丁目1-1
- 北出張所：総社市見延638
- 西出張所：総社市新本7743
- 昭和出張所：総社市美袋1915-1
- 山手出張所：総社市地頭片山17番地1
- 清音出張所：総社市清音軽部1135番地

### 警察
- 岡山県総社警察署

### 消防
- 総社市消防本部・総社市消防署

### 歴代市長
特記なき場合『日本の歴代市長 : 市制施行百年の歩み』などによる。
旧総社市長
| 代 | 氏名     | 就任                      | 退任                      | 備考 |
| -- | -------- | ------------------------- | ------------------------- | ---- |
| 1  | 井頭泰男 | 1954年（昭和29年）4月25日 | 1958年（昭和33年）4月24日 |      |
| 2  | 林徹     | 1958年（昭和33年）4月25日 | 1978年（昭和53年）4月24日 |      |
| 3  | 本行節夫 | 1978年（昭和53年）4月25日 | 1998年（平成10年）4月24日 |      |
| 4  | 竹内洋二 | 1998年（平成10年）4月25日 | 2005年（平成17年）3月21日 |      |

総社市長
| 代    | 氏名     | 就任年月日     | 退任年月日   | 備考                                               |
| ----- | -------- | -------------- | ------------ | -------------------------------------------------- |
| 初代  | 竹内洋二 | 2005年4月17日  | 2007年9月3日 | 前・旧総社市長、入札介入問題により任期途中で辞職。 |
| 2-6代 | 片岡聡一 | 2007年10月14日 | 現職         |                                                    |

### 総社市の主要政策

#### 「障がい者千人雇用」の取組
片岡市長の2期目の公約として掲げられた主要政策の一つ。2011年(平成23年度)から2015年(平成27年度)までの5年間で、総社市が官民一体となり、総社市内に障がい者1000人が就労できる場をつくる政策。この取組を促進するため「総社市障がい者千人雇用委員会」（会長 社会福祉法人旭川荘名誉理事長 江草安彦）を設置したほか、「総社市障がい者千人雇用推進条例」の制定、障がい者の就労生活支援機関である「障がい者千人雇用センター」の設置、ハローワーク総社と協働で、福祉から就労へ向けた支援を行う「就労支援ルーム」の設置など、障がい者の就労を促進するための取組を行っている。

2014年（平成26年）10月1日現在の障がい者就労者数は800人となっている。

#### 地・食べ
総社市の農家が栽培した野菜を、総社市内で消費する地産地消の取り組みを「地・食べ」と呼んでいる。2011年(平成23年度)、学校給食での市内産の農産物使用率35％（重量ベース）を目標に、取り組みを開始。総社市から認定を受けた生産者や生産者グループが栽培した、キャベツやハクサイ、ダイコンなどが学校給食の献立で使われている。2013年(平成25年度)の学校給食での使用率の実績は31.1％。
「一般財団法人そうじゃ地食べ公社」が主に地・食べの事業を担い、野菜の買い付けや集荷・出荷システムを構築し、生産や販路の拡大を図る。市内のスーパーマーケット8店舗に直売コーナーを設けて総社産の野菜を販売している。この取り組みにより、小規模農家の生産意欲向上や遊休地の活用などが期待されている。

#### 総社市新生活交通「雪舟くん」
総社市内の希望する場所から場所へ1人1乗車300円で送迎する予約型で乗合方式のデマンド交通「雪舟くん」。2011年（平成23年）4月1日スタート。8人ないし5人定員の車両9台で市内全域をカバーしている。運行は、委託を受けたバス・タクシー事業者が行っている。
利用者は徐々に増え、2013年（平成25年）6月には目標としていた「雪舟くん」一日平均利用者250人を突破。買い物や通院などの外出で、市民の身近な交通手段として定着してきている。市内の事業所は、待合所の設置や予約の代行などで運行を支援。新しい公共交通のモデルとして他の自治体からも注目されている。

#### 子育て王国そうじゃ
「子育て王国そうじゃ」をキーワードに、行政をはじめ、市民団体、NPO法人などが子育て支援に取り組んでいる。公募で得たマスコットキャラクターのチュッピーは、この施策の推進の象徴として市民に広く認知されている。
まち全体で子どもの育ちを支える仕組みづくりの基となる「子ども条例」は2009年（平成21年）11月に施行。小児医療費無料化の対象年齢の拡大をはじめ、乳幼児とその保護者の交流の場の開設、子ども議会や子ども会議の実施、子育て支援の情報をまとめた冊子の発行など、多岐にわたって支援策を展開している。

#### ごみ袋変動相場制
2010年（平成22年）10月に市指定ごみ袋の販売額を半額にした。その際、「今後3年間の家庭ごみ排出量により市指定ごみ袋の販売額を上下させる」ことを市民と約束した。これが『ごみ袋変動相場制』のスタートとなる。
市指定ごみ袋への広告掲載、市内の小学校での環境出前スクールの開催、雑がみと市指定ごみ袋の交換、家庭ごみ量の状況の市広報紙への掲載など、市民の目を引き、ごみ減量の意識向上につながるさまざまな施策に取り組んでいる。家庭ごみ排出量が平均7.7パーセント減量。この実績を踏まえ、2013年（平成25年）10月から市指定ごみ袋の料金を7.7パーセント値下げした。今後も3年をめどに市指定ごみ袋の販売額を見直すこととしている。

#### 総社観光大学
2011年（平成23年）に開講した総社の観光とその魅力を学ぶ「総社観光大学」。修了者には、総社の観光の魅力を伝え広める伝道師としての活躍を期待し、観光ナビゲーターの称号が与えられる。この大学は、総社の観光のあり方を協議した総社観光プロジェクトが2010年（平成22年）、市に提出した報告書で示した提言の一つ。総社の観光を体験した受講生の口コミによって、総社への観光客を増やす取り組みとなっている。

#### そうじゃ吉備路マラソン
歴史ロマンあふれる吉備路を舞台に、フルマラソン、ハーフマラソン、10 km、5 km、3 km、ファミリーマラソン（1.5 km、800m）の種目で行われ、老若男女が走ることを楽しむ。
1994年（平成6年）2月、総社市に発着点を移し開催。2003年（平成15年）2月まで10回開催。5年間の休止のあと2009年（平成21年）2月にリニューアル開催して以降、毎年エントリー数は着実に増え、5年目の2013年（平成25年）の大会では1万8377人がエントリー。フルマラソンをもつ大会としては、中・四国地方で最大規模、全国的に見ても10本の指に数えられるような参加者の大会となった。10kmとハーフマラソンは、日本陸上競技連盟公認コースに認定されている。
フルマラソンやハーフマラソンは、備中国分寺や作山古墳をはじめとした文化遺産など吉備路の史跡を巡るコースを設定し、全国各地から集まるランナーに人気が高い。市内の店舗ではランナーに特別サービスを提供する「まる得サービス」が実施され、市内経済の活性化を図っている。
- 1982年（昭和57年）　山陽新聞社が岡山県営陸上競技場（岡山市・現カンコースタジアム）を発着点として開催。35kmコースは、総社市の備中国分寺を折り返し地点にして開催。

〜　岡山市を発着点に1993年（平成5年）まで12回開催
- 1994年（平成6年）2月　山陽新聞社と総社市の共同開催となり、「'94吉備路マラソン」として総社市を発着点に開催。種目はフルマラソン、ファミリーマラソンの2種目、3224人が参加申し込みする。
- 1995年（平成7年）2月　20kmロードレースの種目を追加。参加申込者数：4060人
- 2003年（平成15年）2月　「2003吉備路マラソン」として総社市に会場を移して10回目の開催。参加申込者数：6433人

〜その後、資金面、交通事情等の理由で開催中止〜
- 2009年（平成21年）2月　大会名称に「そうじゃ」を加え「2009そうじゃ吉備路マラソン」としてリニューアル開催。種目はフルマラソン、ファミリーマラソンの2種目。参加申込者数3713人
- 2010年（平成22年）2月　ハーフマラソンを種目に追加。毎年2月第4週に開催することを決定。参加申込者数：7925人
- 2011年（平成23年）2月　フル、ハーフ、5.4 km、2.6kの種目で開催。ランニングイベント（ファミリーマラソン）を実施。初めて、参加申込者数が1万人を超える。参加申込者数：11284人
- 2012年（平成24年）2月　ランニングイベントを2種目に増設し、ファミリーでも気軽に参加できる大会へ。参加申込者数：15223人
- 2012年（平成24年）10月　10kmを新設し、ハーフマラソン、10kmは、日本陸上競技連盟の公認コースとなる。
- 2013年（平成25年）2月　参加申込者数：18377人
- 2013年（平成25年）4月　総社市役所内にマラソン専門の部署「そうじゃ吉備路マラソン推進室」（職員5名）を設置する。

※コース・種目については、交通事情、参加者の増加に対応するため、小変更を繰り返しながら開催している

#### 多文化共生
2009年（平成21年）6月、世界各国での活動経験から得られたノウハウを総社市の多文化共生施策に生かす目的から、医療系・国際救援系のNGOであるAMDAグループと「多文化共生に関する協定」を締結し、外国人市民との顔が見える関係づくりを構築し、行政施策に反映している。また、外国人コミュニティを通じた行政情報の提供など、各種機関・団体と連携し、外国人市民が自立し、安心して地域で生活できる基盤づくりを推進し、真の多文化共生のまちづくりを目指している。
【協定内容】
- 岡山発国際貢献活動の推進
国際貢献活動の支援（募金等を通じた支援金の提供）
市民への参加機会等の提供
国際救援物資の備蓄・提供
- 多文化共生推進のための事業の実施
外国人コミュニティ形成のためのアプローチ（キーパーソン・ネットワークや自助組織等の育成）
子育て、医療等の支援（外国語両親学校や電話通訳サービス）
外国人不就学児への対応
外国人への日本語教育と地域住民への国際理解教育の促進
交流イベントの開催（子どもの参加促進と外国人との交流機会の提供。地域コミュニティとの外国人の交流促進）
- 人的交流の促進
市民・職員等のボランティア活動の募集・参加
講習会・講演会、小・中学校での国際理解・学習のための研修会等の開催による人材育成
- 情報・物的資源の相互活用
市役所施設でのイベント等の開催（公共スペースを利用した啓発・国際貢献への理解の促進）
広報紙等による情報発信
共同研究の実施

#### NPO法人アムダと岡山県立大学と総社市の三者協定
2013年（平成25年）9月に認定特定非営利活動法人アムダと公立大学法人岡山県立大学と総社市の3者が災害支援、地域振興、教育・人材育成・福祉事業の分野で連携協力する協定を締結。主な連携協力事業は次の通り。
- 南海トラフ大震災に対応するための3者連携プログラムの策定や3者連携による被災地支援などの災害支援活動
- 地域のためにお互いが連携していく地域振興事業
- 留学生の受け入れや福祉の専門教育といった教育・人材育成推進プログラム
- 障がい者支援プログラムなどの福祉事業

#### 福祉文化先駆都市
総社市の目指す都市像を「全国屈指の福祉文化先駆都市」とし、2015年（平成27年）12月に全国屈指福祉会議を設置。2016年（平成28年）4月に策定した第2次総社市総合計画の目指す都市像としている。
会議では、高齢者部会・医療体制整備部会・発達障がい児支援部会・待機児童ゼロ部会を設置し、高齢者世帯の孤独感からの脱却、救急から在宅までの医療体制整備、3年以内の待機児童ゼロ、発達障がい児の支援体制の整備について各部会で施策を検討・決定し取組を行っている。

### 湛井十二箇郷組合
湛井十二箇郷組合は総社市、岡山市及び倉敷市で構成する組合である。平安時代末期に作られたと伝わる十二箇郷用水の水利土功の事務を行っている。同用水は総社市井尻野にある高梁川合同堰（1965年完成、北緯34度41分28.5秒 東経133度43分42.2秒）で取水している。1983年（昭和58年）に湛井堰構築800年記念碑除幕式が行われている。

## 立法
- 市議会議員 定数22[14]
  - ただし、合併特例法第7条（在任特例）の適用により、合併前の旧3市村の議員（計43人）が2006年5月1日まで引き続き在任した。
  - 在任特例のため、旧市の23人から43人に議員数がほぼ倍増。「行政改革に逆行している」と、住民団体「総社市議会の解散を求める会」が住民投票実施へ向けて署名を集め、7月に本請求。そして市議会解散の賛否を問う住民投票が2005年8月28日投票、即日開票された。賛成2万2,886票、反対2,540票で、解散請求（リコール）が成立し、40日以内に出直し市議選（定数24）が実施された。当日有権者数は5万2,090人、投票率は49.04%。

## 経済・産業

### 工業

#### 概要
自動車部品（水島・三菱自動車関連が多い）の工業団地が真壁・井尻野地区と久代地区にあり、企業団地組合「協同組合ウイングバレイ」を形成している。また、赤浜にも企業団地があり、「テクノパーク総社」を形成。
他にも企業誘致によって、カルピス岡山工場・山崎製パン岡山工場・レンゴー岡山工場・スズキ納整センター・ユニチカ総社常盤工場・紀文食品岡山総社工場・シノブフーズ岡山工場が立地している。

#### 三菱自動車
自動車部品の製造は総社市を支える最も大きな産業であり、その多くは倉敷市水島にある三菱自動車の下請企業であるため、三菱自動車の経営状態は総社市に対し大きな影響を与える。2000年から2004年頃の三菱リコール隠し問題や、2008年からのリーマンショックによる不況などは、三菱自動車に深刻なダメージを与えたため、総社市にも大きな打撃となった。そのため、不況時には様々な三菱自動車支援策を実施している。
支援策の一例
- 公用車として積極的に三菱自動車を購入
- 三菱自動車工業製の自動車(新車)を購入する場合に10万円の助成金を交付[注釈 1]。
- 三菱自動車工業製の自動車(新車)の購入に使える120万円相当の商品券を100万円で販売[注釈 2]。

### 農業
市街地を除く全域で農業が行われている。
主要農産物
- 米（アケボノ、アサヒ、ヒノヒカリ、にこまるなど） - 市街地を除く全域
- ブドウ（マスカット、ピオーネなど） - 市街地を除く全域（特に秦、井尻野など）
- モモ（白桃など） - 市街地を除く全域（特に山手、福谷、小寺など）
- セロリ - 山手地区
- アールスメロン - 山手地区
- とうもろこし - 清音地区
- イチゴ

### その他の特産品・名物・土産・郷土料理など
- 雪舟もなか
- 吉備野の月
- 鬼ビックリ饅頭
- きび餅
- 赤米（新本地区）
- ピーナッツ豆腐
- 玉豆腐
- 鮒飯
- トングウのパン（上あんパン、バターロール）
- 清酒（ヨイキゲン、松永酒造、三宅酒造）
- 備中神楽面
- ゴザ・畳表・畳
- 自動車部品

## 姉妹都市・提携都市

### 日本国内
姉妹都市
- 茅野市（長野県）
1984年（昭和59年）1月26日 姉妹都市提携[17]

その他
- 雪舟サミット
参加自治体：総社市・芳井町（現井原市）・山口県山口市・山口県防府市・島根県益田市・広島県三原市

## 統計データ

### 人口
2020年国勢調査では、5年間の人口増減率は中国地方の市町村で2位（県内ではトップ）の約3.3%増。また、人口69,030人は過去最高である。
| |                                        |  |
| 総社市と全国の年齢別人口分布（2005年） | 総社市の年齢・男女別人口分布（2005年） |  |
| ■紫色 ― 総社市 ■緑色 ― 日本全国 | ■青色 ― 男性 ■赤色 ― 女性              |  |
| 総社市（に相当する地域）の人口の推移 \| 1970年（昭和45年） \| 48,444人 \| \| \| 1975年（昭和50年） \| 53,684人 \| \| \| 1980年（昭和55年） \| 56,865人 \| \| \| 1985年（昭和60年） \| 59,714人 \| \| \| 1990年（平成2年） \| 61,459人 \| \| \| 1995年（平成7年） \| 65,437人 \| \| \| 2000年（平成12年） \| 66,201人 \| \| \| 2005年（平成17年） \| 66,584人 \| \| \| 2010年（平成22年） \| 66,201人 \| \| \| 2015年（平成27年） \| 66,855人 \| \| \| 2020年（令和2年） \| 69,030人 \| \| |                                        |  |
| 総務省統計局 国勢調査より |                                        |  |
| 1970年（昭和45年） | 48,444人                               |  |
| 1975年（昭和50年） | 53,684人                               |  |
| 1980年（昭和55年） | 56,865人                               |  |
| 1985年（昭和60年） | 59,714人                               |  |
| 1990年（平成2年） | 61,459人                               |  |
| 1995年（平成7年） | 65,437人                               |  |
| 2000年（平成12年） | 66,201人                               |  |
| 2005年（平成17年） | 66,584人                               |  |
| 2010年（平成22年） | 66,201人                               |  |
| 2015年（平成27年） | 66,855人                               |  |
| 2020年（令和2年） | 69,030人                               |  |

### 現在の市勢
- 可住地面積 - 77.85 km2
- 日照時間 - 1,928時間／年（2019年）
- 年平均気温 - 15.3℃（2019年）
- 年間降水量 - 1,162ｍｍ（2019年）
- 平均年齢 - 45.9歳（2019年）
- 平均寿命（男） - 81.3歳（2019年）
- 平均寿命（女） - 87.7歳（2019年）
- 年少人口割合（15歳未満） - 14.01%（2019年）
- 生産年齢人口割合（15歳 - 64歳） - 58.18%（2019年）
- 高齢人口割合（65歳以上） - 27.82%（2019年）
- 昼間人口 - 61,721人（2019年）
- 昼夜間人口比率 - 92.32%（2019年）
- 人口増加率（3年前比） - 1.70%増（2019年）
- 女性労働力率 - 50.2%（2019年）
- 完全失業率 - 3.6%（2019年）
- 合計特殊出生率 - 1.47（2019年）
- 第1次産業就業者構成比 - 2.9%（2019年）
- 第2次産業就業者構成比 - 23.5%（2019年）
- 第3次産業就業者構成比 - 65.9%（2019年）
- 農業産出額 - 31億円（2019年）

（一部数値を四捨五入している）

## 教育

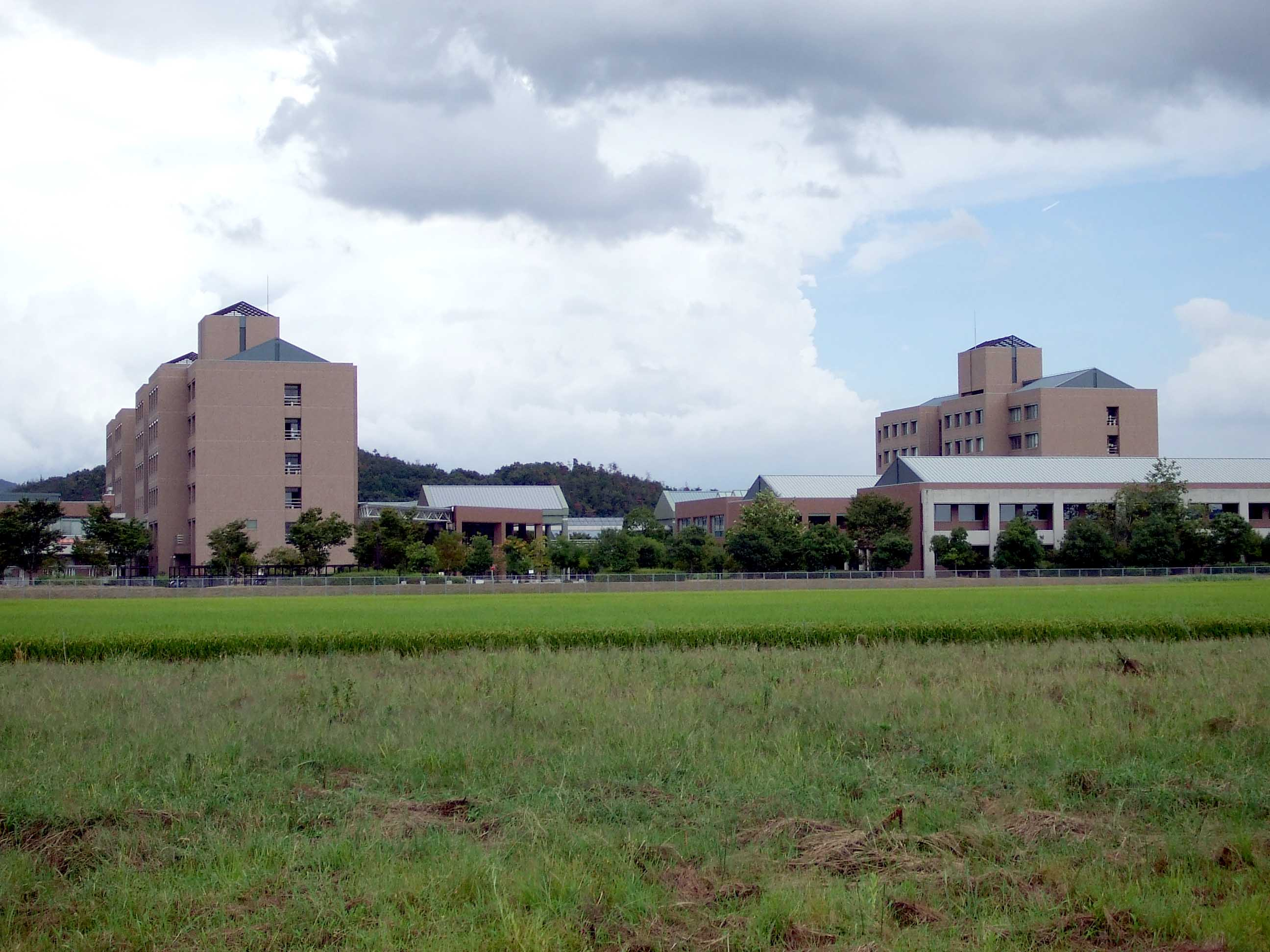
岡山県立大学

大学・短期大学
- 岡山県立大学
- 岡山県立大学短期大学部（2007年廃止）

高等学校
- 岡山県立総社高等学校
- 岡山県立総社南高等学校

義務教育学校
- 総社市立昭和五つ星学園義務教育学校

中学校
- 総社市立総社東中学校
- 総社市立総社西中学校
- 総社市立総社中学校

小学校
- 総社市立阿曽小学校
- 総社市立池田小学校
- 総社市立清音小学校
- 総社市立神在小学校
- 総社市立新本小学校
- 総社市立総社小学校
- 総社市立総社北小学校
- 総社市立総社中央小学校
- 総社市立総社西小学校
- 総社市立総社東小学校
- 総社市立常盤小学校
- 総社市立秦小学校
- 総社市立山手小学校

## 隣接する自治体・行政区
- 岡山市（北区）
- 倉敷市
- 高梁市
- 井原市
- 小田郡矢掛町
- 加賀郡吉備中央町

## 交通

### 鉄道
市の中心となる駅：総社駅
西日本旅客鉄道（JR西日本）

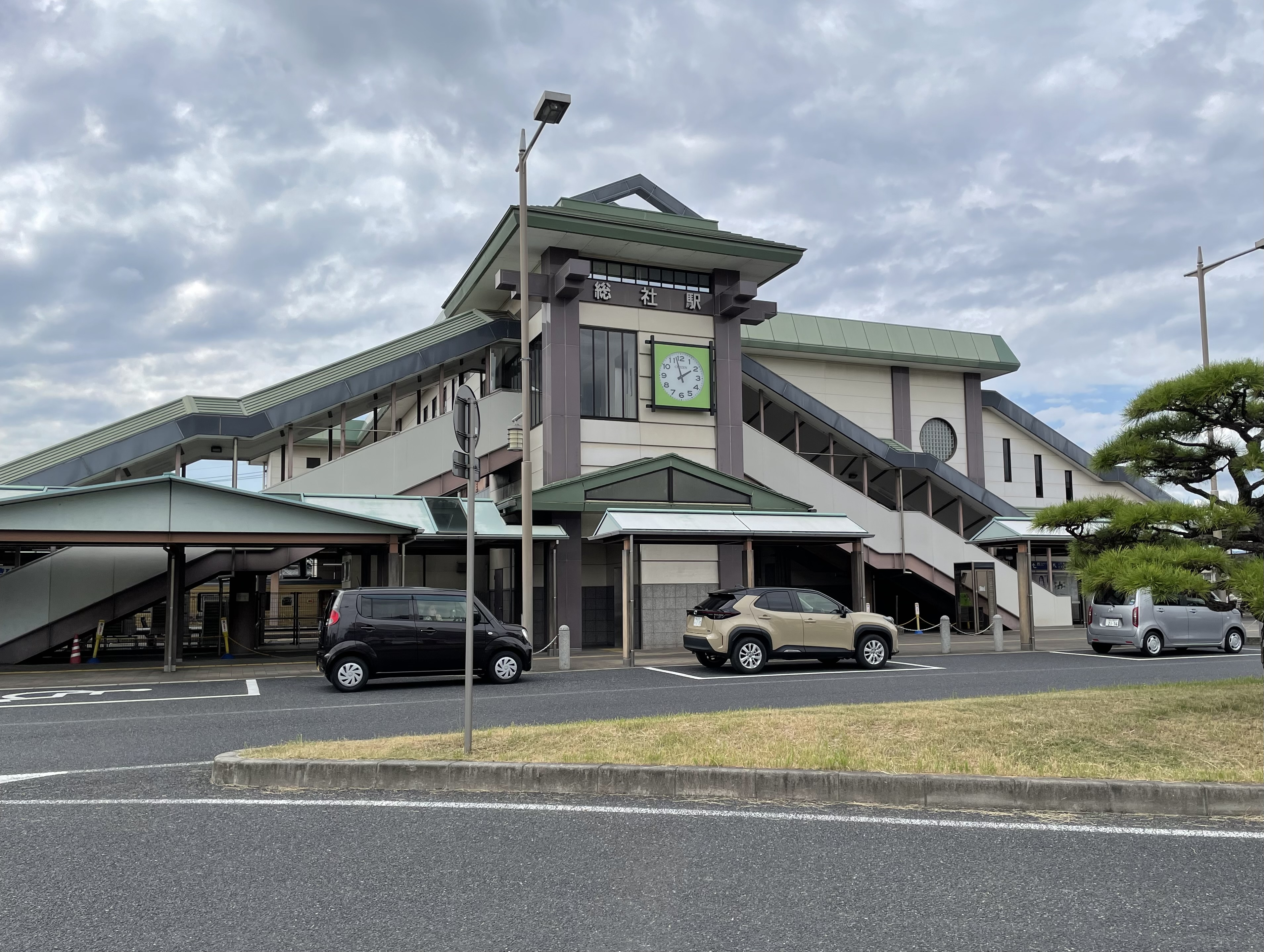
総社駅

- 伯備線：- 清音駅 - 総社駅 - 豪渓駅 - 日羽駅 - 美袋駅 -
- 吉備線：- 服部駅 - 東総社駅 - 総社駅

このほかに山陽新幹線が岡山駅 - 新倉敷駅間で当市を2度通過している。
井原鉄道
- ■ 井原線：総社駅 - 清音駅 -

### バス
- 中鉄バス
  - 総社駅 - 新本
  - 総社南高北 - 総社駅 - 妙仙寺前 - 宮前
- 備北バス
  - 地頭 - 川上バスセンター - 美袋 ‐ 豪渓 ‐ 東総社 ‐ 岡山駅前 - 天満屋BC

このほかにデマンド型交通の「雪舟くん」が運行されているが、利用対象は原則市民のみとしている。

### 道路
- 高速道路
  - 岡山自動車道：岡山総社IC（所在地は岡山市北区であるが、総社市と岡山市北区に跨って設置されており、総社市街へ行く際の最寄りのICである。）
  - 岡山自動車道 総社パーキングエリア：所在地が総社市福井
- 一般国道：国道180号、国道429号、国道486号

## 通信

### 電話
市外局番は、0866(30-39,90,92-96,99)となっている。
- 0866(30-39,90,92-96,99)エリア（総社MA）
  - NTT西日本
    - 総社収容局（市内南部） 31（0、1千番台）、90（0-4千番台・7-9千番台）、92-94
    - 美袋収容局（市内北西部） 90（5、6千番台）、99（0-3千番台）
    - 総社豪渓収容局（市内中部） 95（0、4-6、8、9千番台）
    - 総社新本収容局（市内南西部） 96（0-3、7-9千番台）
    - 総社阿曽収容局（市内東部） 99（4-9千番台）
    - ひかり電話（収容局によらない） 31（2-9千番台）

  - エネルギア・コミュニケーションズ 30
  - KDDI 37
  - ソフトバンク 33,38
  - 楽天コミュニケーションズ 32
  - 空き番号 34-36,39

なお、倉敷市真備町は、2009年6月1日に総社MAから倉敷MAに変更され、以降、総社市と倉敷市真備町との相互通話は隣接扱いとなった。また、総社市内においても一部加入者の電話番号が変更になった。
- 0866-97（倉敷市真備町） → 086-697
- 0866-97（総社市） → 0866-95
  - この局番は2つの収容局（真備・総社豪渓）で使用されていたため、倉敷市真備町については086-697と桁ずらしで対応し、総社市については市内局番が変更された。なお、0866-95（4-6千番台）は現在未使用である。
- 0866-91（倉敷市真備町内のKDDI）→086-691
- 0866-91（総社市内のKDDI）→0866-37（加入者番号も大幅に変更）
  - この局番はKDDIに割り当てられており、倉敷市真備町については086-691に変更し、総社市については0866-37に変更された。
  - 変更後の局番は総社MAのKDDI既割当局番のため、加入者番号は大幅に変更になった。

### 郵便
郵便物の集配は、以下の郵便局が行っている。
- 総社郵便局:719-11xx
- 美袋郵便局:719-13xx、710-12xx[注釈 3]

## メディア

### 新聞
- 山陽新聞総社支局

### 放送
ケーブルテレビ
- 倉敷ケーブルテレビ

地上波テレビ放送
市内平地部のほぼ全域では総社中継局と岡山本局がカバーしており、双方とも受信が可能である。総社局は出力が小さいが設置場所が市内の伊予部山であるため距離が近く、岡山局は設置場所が岡山市南区・玉野市境の金甲山であるため距離が遠いが出力が大きい。
山間部では、多くが難視聴地域と呼ばれる中継局が設置されていないか、設置されていても美袋中継局のようにNHKとRSKしか置局していないような場所が多いため、アンテナを立てずケーブルテレビに加入したり共同受信アンテナなどを経由して視聴している世帯が多い。また、高梁寄りの種井地区では市境付近にある高梁中継局のVHF局（NHK・RSKのみ）が受信可能である。いずれもアナログ放送のみであるため、アナログ放送終了後はケーブルテレビに加入するか、可能であれば高性能アンテナを用いて岡山局や総社局を受信するしかない。
地上デジタルテレビ放送は岡山局が2006年12月1日から開始しており、そこを受信する世帯やアンテナの向きを調整して岡山局を受信すれば視聴が可能である。総社局のデジタル放送は2010年12月に開局予定であるため、そこを受信する世帯が地上デシタル放送が視聴可能になるのはそれ以後になる。
- 偏波面が「垂直」となっているものについては、アンテナを通常の「水平」の場合から横に90度回転させることにより、大地に対して素子を垂直に立てる。

| 局名                 | 局名                 | NHK岡山 | NHK岡山 | RSK  | OHK  | RNC  | KSB  | TSC  | 出力        | 偏波面 | 送信 場所 |
| 局名                 | 局名                 | 総合    | 教育    | RSK  | OHK  | RNC  | KSB  | TSC  | 出力        | 偏波面 | 送信 場所 |
| デジタルリモコン番号 | デジタルリモコン番号 | 1ch     | 2ch     | 6ch  | 8ch  | 4ch  | 5ch  | 7ch  | 出力        | 偏波面 | 送信 場所 |
| -------------------- | -------------------- | ------- | ------- | ---- | ---- | ---- | ---- | ---- | ----------- | ------ | --------- |
| 総社                 | デジタル             | 32ch    | 45ch    | 19ch | 16ch | 15ch | 17ch | 14ch | 1W          | 水平   | 伊予部山  |
| 総社                 | アナログ             | 58ch    | 55ch    | 38ch | 41ch | 62ch | 43ch | 60ch | 10W         | 水平   | 伊予部山  |
| 岡山                 | デジタル             | 32ch    | 45ch    | 21ch | 27ch | 20ch | 30ch | 18ch | 2 kW        | 水平   | 金甲山    |
| 岡山                 | アナログ             | 5ch     | 3ch     | 11ch | 35ch | 9ch  | 25ch | 23ch | V10kW/U20kW | 水平   | 金甲山    |
| 美袋                 | アナログ             | 49ch    | 51ch    | 47ch | -    | -    | -    | -    | 1W          | 垂直   | 金頭山    |
| 高梁                 | アナログ             | 2ch     | 12ch    | 7ch  | -    | -    | -    | -    | 10W         | 水平   | 鶏足山    |

FMラジオ放送
- NHK岡山FM：88.7 MHz（岡山局 出力1kW）、87.9 MHz（高梁局 出力10W）
- FM岡山：76.8 MHz（岡山局 出力1kW）、81.3 MHz（高梁局 出力10W）
- エフエムくらしき：82.8 MHz（総社局 出力10W）（倉敷市のコミュニティFM局だが、総社市の情報も取り上げられることもある）

AMラジオ放送
- NHK岡山第1放送：603 kHz（岡山 出力5kW）
- NHK岡山第2放送：1386 kHz（岡山 出力5kW）
- RSKラジオ：1494 kHz（岡山 出力10kW）

## 観光・催事
市内には、岡山市西部にまたがる観光エリア・吉備路がある。

### 名所・史跡

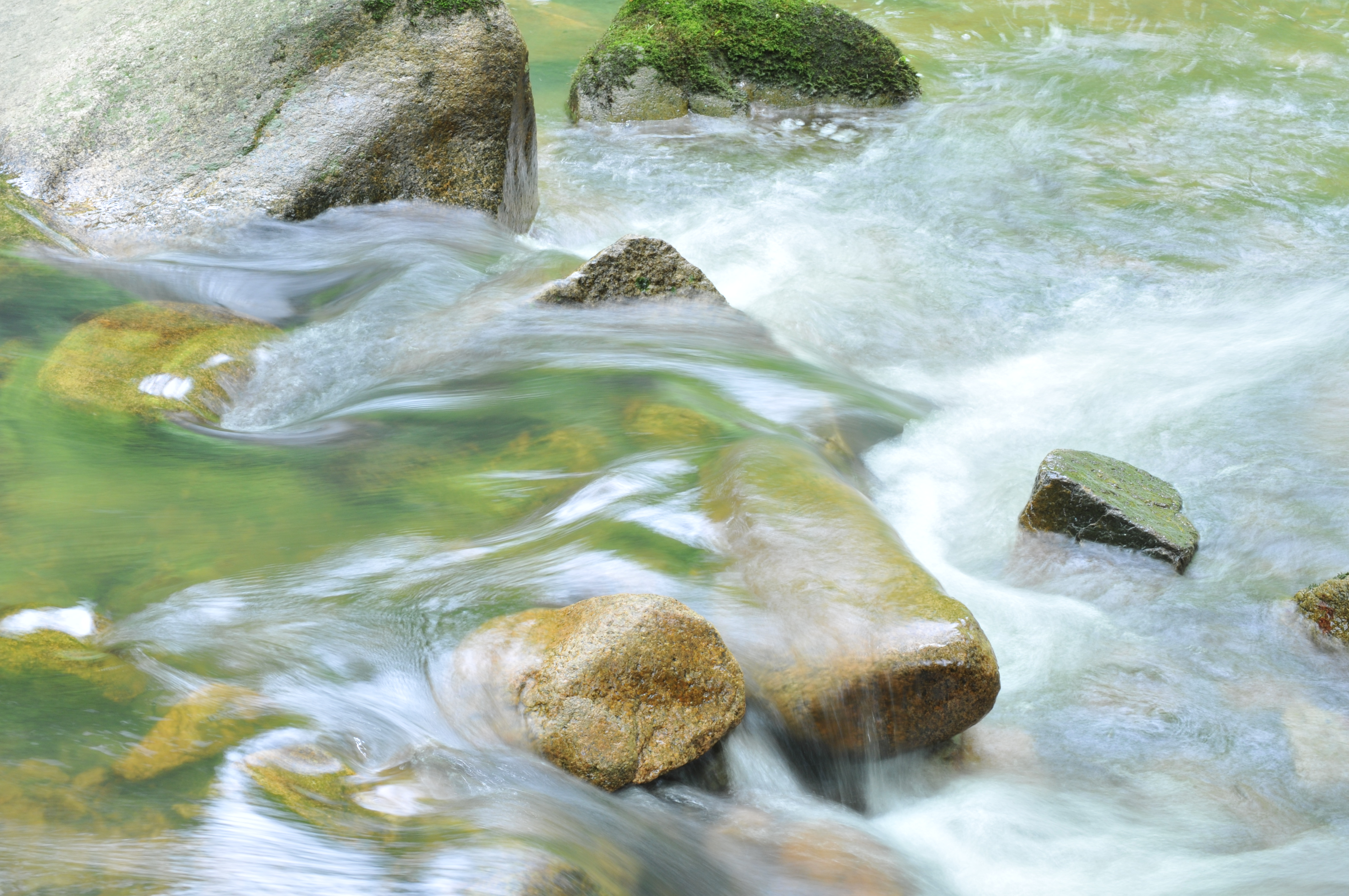
豪渓

- 鬼ノ城：国の史跡
- 備中国分寺
- 宝福寺
- 作山古墳
- 備中国総社宮
- 豪渓
- こうもり塚古墳
- 江崎古墳
- 角力取山古墳
- 備中国分尼寺跡
- 伝備中国府跡
- 雪舟生誕の地
- 鬼の差上岩
- 岩屋寺跡
- 福山城跡：国の史跡
- 宮山古墳群・三輪山古墳群・三笠山古墳
- 義民碑
- 湛井（タタイ）堰・十二箇郷用水
- 神明神社
- 軽部神社（乳神様の神社として有名）
- 魔法神社
- 宮瀬川
- 正木山
- 砂川公園
- 総社市吉備路文化館
- 総社市まちかど郷土館
- 史跡探訪の碑

### レジャー・娯楽施設
- サントピア岡山総社
- 国民宿舎サンロード吉備路
  - きびじつるの里
- 総社スポーツセンター
  - 吉備路アリーナ

### 祭事・催事
- 備中神楽
- 鬼ヶ辻（毎年2月第2土曜日）
- 総社市民まつり 雪舟フェスタ（毎年8月第1土曜日）
- 力石総社（毎年8月）
- 赤米神事（毎年旧暦11月15日）
- 清音清流まつり
- 備中温羅太鼓[18]-和太鼓

## 出身人物
五十音順。出身地区は公表されているもののみ記載。

### 政治・経済
- 秋山耿太郎 - 実業家、朝日新聞社社長。
- 板野道夫 - 関西配電・関西電力取締役、オーム社理事、大阪陶業社長・会長（秦出身）
- 神社柳吉 - 倉敷紡績第3代社長（清音出身）
- 木口衛 - 実業家、株式会社ワールド創業者（久代出身）
- 近藤幸夫 - 弁護士、日本弁護士連合会副会長。
- 髙谷茂男 - 実業家、政治家。岡山市長、チボリ・ジャパン元社長、おもちゃ王国元社長（久代出身）
- 田中邦彦 - 実業家、くら寿司創業者・社長。
- 中村正雄 - 政治家、参議院議員、衆議院議員を務めた。
- 能勢広宣 - 第5代クリヤマHD代表取締役CEO。
- 橋本卯太郎 - 実業家。大日本麦酒の恵比寿工場長、常務取締役（秦出身）
- 橋本岳 - 政治家、橋本龍太郎の次男[注釈 4]。
- 橋本龍太郎 - 政治家、元首相、橋本卯太郎の孫、橋本龍伍の長男[注釈 5]。
- 橋本龍伍 - 官僚、政治家、橋本卯太郎の五男、龍太郎、大二郎の父[注釈 6]。
- 藤岡郊二 - 倉敷紡績、倉敷絹織取締役（昭和出身）

### 学者・研究者
- 板野新夫 - ミシガン州立大学卒業、マサチューセッツ農科大学助教授、土壌微生物研究の第一人者（秦出身）

### 文化・芸能
- 稲葉春生 - 日本画家
- 大野昭和斎 - 木工芸家
- 岡田直子 - お笑いタレント、吉本新喜劇所属。
- 片岡明日香 -女優、プロダクションハーモニー所属。
- 木口九峰 - 彫刻家（総社出身）
- 国府清山 - 日本画家（総社出身）
- Ghostnote - ロックバンド
- 千年屋俊幸 - アナウンサー、テレビ大阪アナウンス部長。
- 中田潤 - ミュージシャン、フリーライター
- 堀安道 - 神主（総社出身）
- 堀和平 - 洋画家（総社出身）
- まきちゃんぐ - シンガーソングライター
- 松野宏軌 - 映画監督、テレビディレクター（清音出身）
- 満谷国四郎 - 洋画家（総社出身）
- 皆見鵬三 - 画家
- 薬師寺主計 - 建築家
- 山口馬木也 - 俳優、オフィスまとば所属
- 矢吹璋雲 - 日本画家（総社出身）
- 吉富朝次郎 - 洋画家
- ろこ - YouTuber、アイドル
- SETA - シンガーソングライター

### スポーツ
- 児山祐斗 - 元プロ野球選手、東京ヤクルトスワローズ所属
- 佐伯綾香 - ハンドボール選手、飛騨高山ブラックブルズ岐阜所属
- 清水聡 - アマチュアボクシング選手、2012年ロンドンオリンピック銅メダリスト（昭和地区出身）
- 田中宏昌 - 元サッカー選手、ファジアーノ岡山所属
- 新谷仁美 - 陸上競技選手、豊田自動織機/佐倉アスリートクラブ所属（山手出身）
- 原田のどか - ソフトボール選手、東京オリンピック金メダリスト（北小→東中出身）
- 真木晃平 - サッカー選手、SC相模原所属　背番号:34、GK
- 龍巍生明 - 大相撲力士、放駒部屋所属。かつて「水野」や「魁松山」の四股名を名乗っていた。

### 歴史上の人物
- 上田実親 - 室町時代末期の戦国武将。鬼身城主。三村氏家臣で三村家親の実子。三村元親の実弟。小説『鬼哭の城』の主人公
- 大森検校城誉 - 梶野久太郎とも。江戸時代の政治家（検校）、音楽家。阿部村（現福井）の人。
- 中島元行 - 戦国武将、備中経山城主。二階堂氏の出自。
- 清水宗知 - 清水宗治の兄（井手出身）
- 清水宗治 - 戦国武将、備中高松城主（井手出身）
- 雪舟 - 室町時代の画僧（赤浜出身）
- 大幾 - 禅僧、豊臣秀吉・織田信長の懐刀、豊臣秀頼の教育係（久代出身）
- 古川古松軒 - 郷土史家、歴史家、地理学者（新本出身）

### ゆかりの人物
- 池内ひろ美 - 夫婦家族問題評論家。（岡山市北区足守出身、総社高校卒業）
- 橋本明 - ジャーナリスト、橋本乾三の二男。
- 橋本宇一 - 学者、橋本卯太郎の長男。
- 橋本乾三 - 官僚、卯太郎の三男。
- 橋本大二郎 - 政治家・高知県知事、 橋本龍伍の次男。
- 橋本宏 - 官僚、乾三の三男。
- 橋本實 - 実業家、乾三の長男。
- 日枝久 - フジテレビジョン代表取締役会長。本家が清音村にあった（また、先祖は真備町川辺の脇本陣だった）。
- フジコ・ヘミング - 幼少期を旧日美村で過ごす。